# Андреюк, Вячеслав Алексеевич
Вячесла́в Алексе́евич (Николаевич) Андрею́к (11 апреля 1945, Москва, СССР — 23 февраля 2010, там же) — советский футболист, мастер спорта СССР (1964).

## Биография
Воспитанник секции СЮПа (Москва).
В 1963 году играл за «Спартак» (Могилёв). В середине сезона того же года вернулся в Москву и играл на позиции защитника в московском «Торпедо». Чемпион СССР 1965 года. Серебряный призер чемпионата СССР (1964). Финалист Кубка СССР (1966).
Один раз входил в число «33 лучших футболистов СССР» (1966 — № 3 среди правых крайних защитников).
В 1968 году играл за «Уралмаш». Помог свердловскому клубу подняться в высшую лигу чемпионата СССР по футболу.
Провёл за сборную СССР 2 матча — с командами ГДР (2:2) и Италии (1:0 в пользу СССР).
Скончался 23 февраля 2010 года в Москве. Похоронен на Щербинском кладбище.